# Anguilla rostrata
L'anguilla americana (Anguilla rostrata (Lesueur, 1817)) vive quasi esclusivamente nella costa orientale del Nord America.

## Descrizione
Ha un corpo serpiforme con una piccola testa appuntita. Presenta una colorazione tendente al marrone sul dorso che sfuma verso la parte inferiore, fino ad assumere un colore giallognolo.
È molto simile all'anguilla europea, ma ne differisce per numero di cromosomi e vertebre.

## Biologia

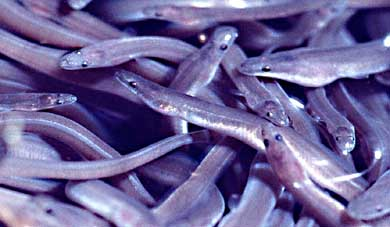
Gruppo di giovani anguille rostrate

La femmina di anguilla americana, depone le uova nell'acqua salata, ed occorrono circa 9-10 settimane perché esse si schiudano. Dopo la schiusa delle uova, le giovani anguille si muovono verso l'America del Nord e risalgono i fiumi dove giungeranno a maturazione. La femmina può deporre fino a 4 milioni di uova l'anno, ma muore spesso subito dopo averle deposte.
L'Anguilla rostrata gradisce l'acqua dolce e trova le condizioni adatte alla propria sopravvivenza intorno al litorale atlantico compresa la baia di Chesapeake e il fiume Hudson. Preferisce uscire la notte per provvedere alla propria alimentazione e durante il giorno rimane nascosta in fango, sabbia, ghiaia e soprattutto in folti cannicci.

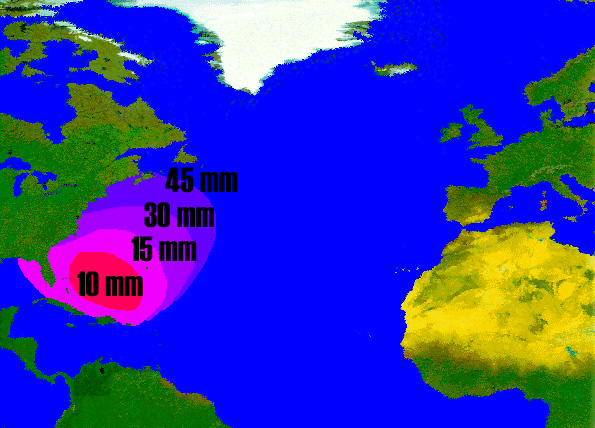
Diffusione

Le anguille americane sono economicamente molto importanti per la zona litorale e le zone circostanti ai fiumi orientali in cui vivono. Sono catturate dai pescatori e sono vendute, mangiate, o addirittura tenute come animali domestici. Le anguille sono molto utili per il litorale atlantico in quanto contribuiscono alla stabilità dell'ecosistema mangiando i pesci malati, piccoli invertebrati, carcasse ed insetti. Se abbastanza affamate, arrivano a mangiare persino altri membri della propria specie.

## Galleria d'immagini

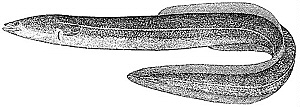
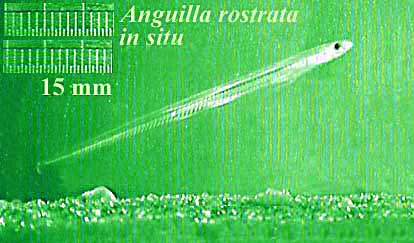
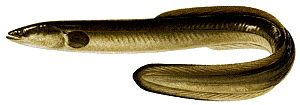